# Thamnomys
Thamnomys és un gènere de rosegadors de la subfamília dels murins, format per dues espècies.

## Distribució i hàbitat
Només viuen als boscos de muntanya de la regió fronterera de la República Democràtica del Congo, i a Uganda, Ruanda i Burundi.

## Descripció
Tenen una longitud conjunta del cos i del cap d'entre 12 i 16 centímetres, amb una cua que fa entre 16 i 22 centímetres de llarg i un pes que oscil·la entre els 50 i 100 grams. El pelatge és de color marró vermellós o marró fosc a la part superior i blanc grisenc al ventre, i està format per pels llargs i suaus. La cua és llarga i peluda.

## Ecologia
Són animals nocturns que dormen en nius coberts de fulles, que construeixen en troncs d'arbres buits. Probablement viuen en solitari. S'alimenten de fulles i llavors.

## Taxonomia
Les espècies d'aquest gènere formen part de la Divisió Oenomys, dins la tribu dels arvicantinis. Les tres espècies del gènere són:
- T. kempi
- T. schoutedeni[3][4]
- T. venustus

## Estat de conservació
La UICN cataloga T. schoutedeni com dades insuficents, per la manca d'observacions recents, mentre que T. kempi i T. venustus són catalogades com vulnerable i risc mínim respectivament. T. major no està reconeguda.